# Цибалія (стадіон)
Стадіон «Цибалія» (хорв. «Stadion HNK Cibalia Vinkovci») — багатофункціональний стадіон у місті Вінковці, Хорватія, домашня арена однойменного футбольного клубу.
Стадіон побудований та відкритий 1966 року під назвою «Стадіон Младості». У 1982 році була здійснена капітальна реконструкція, у ході якої збудовано східну трибуну, а потужність збільшено до 18 000 місць, більшість із яких були стоячими. 1992 року арену перейменовано на «Цибалія». У 2003 році на трибунах встановлено пластикові крісла, що збільшило кількість сидячих місць до 3 700. 2008 року встановлено сучасну систему освітлення та облаштовано бігові доріжки навколо поля. У 2010 році стадіон розширено до 10 000 місць. 
Арена має потужність 10 000 глядачів, 6 000 із яких облаштовані окремими пластиковими кріслами. 2 175 місць накриті дахом, 120 — класу люкс. 
На стадіоні домашні матчі приймає збірна Хорватії з футболу.